# Acta Chimica Hungarica, Models in Chemistry
Acta Chimica Hungarica, Models in Chemistry (abrégé en ACH Models Chem.) était une revue scientifique à comité de lecture. 

## Histoire
Le journal, publication d'Akadémiai Kiadó & Science, change plusieurs fois de nom au cours de son histoire:
- Hungarica Acta Chimica, 1946-1949  (ISSN 0367-634X)[2]
- Acta chimica Academiae Scientiarum Hungaricae, 1951-1982  (ISSN 0001-5407)[3]
- Acta Chimica Hungarica, 1983-1993  (ISSN 0231-3146)[4]
- Acta Chimica Hungarica, Models in Chemistry, 1994-1999  (ISSN 1217-8969)

En 2000, le journal est absorbé par l'European Journal of Organic Chemistry et l'European Journal of Inorganic Chemistry, créés en 1998 par la fusion de divers journaux de chimie européens:
- Acta Chimica Hungarica, Models in Chemistry
- Anales de Química
- Bulletin des Sociétés Chimiques Belges
- Bulletin de la Société Chimique de France
- Chimika Chronika
- Gazzetta Chimica Italiana
- Liebigs Annalen
- Polish Journal of Chemistry
- Recueil des Travaux Chimiques des Pays-Bas
- Revista Portuguesa de Química